# Kosovo na Olimpijskim igrama 2016.
Kosovo je na Olimpijskim igrama 2016. u Rio de Janeiru ostvario svoj prvi nastup na Olimpijskim igrama, nakon što je u početkom prosinca 2014. službeno primljeno u Međunarodni olimpijski odbor (MOO).
Na Olimpijske igre Kosovo je došlo s 8 predstavnika u 5 športova. Prvo olimpijsko odličje, zlatnog sjaja, za Kosovo je osvojila Majlinda Kelmendi u kategoriji do 52 kilograma, koja je u završnici pobijedila Talijanku Odettu Giuffridu.

## Osvajači odličja
| Odličje | Natjecatelj       | Šport | Natjecanje                  | Nadnevak    |
| ------- | ----------------- | ----- | --------------------------- | ----------- |
|         | Majlinda Kelmendi | Džudo | kategorija do 52 kg za žene | 7. kolovoza |

## Atletika
| Atletičar      | Natjecanje     | Prednatjecanje | Prednatjecanje | Poluzavršnica     | Poluzavršnica     | Završnica         | Završnica         |
| Atletičar      | Natjecanje     | Rezultat       | Plasman        | Rezultat          | Plasman           | Rezultat          | Plasman           |
| -------------- | -------------- | -------------- | -------------- | ----------------- | ----------------- | ----------------- | ----------------- |
| Musa Hajdari   | utrka na 800 m | 1:48.41        | 7.             | Nije se plasirao  | Nije se plasirao  | Nije se plasirao  | Nije se plasirao  |
| Vijona Kryeziu | utrka na 400 m | 54.30          | 7.             | Nije se plasirala | Nije se plasirala | Nije se plasirala | Nije se plasirala |

## Biciklizam

### Cestovni
Kosovo je dobilo pozivnicu za jednog biciklista u muškoj cestovnoj utrci.
| Športaš      | Natjecanje           | Vrijeme            | Plasman            |
| ------------ | -------------------- | ------------------ | ------------------ |
| Qëndrim Guri | muška cestovna utrka | Nije završio utrku | Nije završio utrku |

## Džudo
Dvije džudašice iz Kosova uspjele su se plasirati na Olimpijske igre, Nora Gjakova i Majlinda Kelmendi, koja je prije predstavljala Albaniju na Olimpijskim igrama 2012. u Londonu.
| Džudašica         | Natjecanje    | Round of 32         | Šesnaestina završnice | Četvrtzavršnica        | Poluzavršnica          | Repasaž             | Završnica / BM        | Završnica / BM    |
| Džudašica         | Natjecanje    | Rezultat protivnice | Rezultat protivnice   | Rezultat protivnice    | Rezultat protivnice    | Rezultat protivnice | Rezultat protivnice   | Plasman           |
| ----------------- | ------------- | ------------------- | --------------------- | ---------------------- | ---------------------- | ------------------- | --------------------- | ----------------- |
| Majlinda Kelmendi | žene do 52 kg | Slobodna            | Tschopp Pob 100:000   | Legentil Pob 000:000 S | Nakamura Pob 000:000 S | Slobodna            | Giuffrida Pob 001:000 |                   |
| Nora Gjakova      | žene do 57 kg | Amarís Pob 100:000  | Căprioriu Por 000:002 | Nije se plasirala      | Nije se plasirala      | Nije se plasirala   | Nije se plasirala     | Nije se plasirala |

## Streljaštvo
Kosovo je dobilo pozivnicu za jednu streljašicu u disciplini zračna puška 10 metara za žene.
| Streljašica | Natjecanje             | Prednatjecanje | Prednatjecanje | Završnica        | Završnica        |
| Streljašica | Natjecanje             | Bodovi         | Plasman        | Bodovi           | Plasman          |
| ----------- | ---------------------- | -------------- | -------------- | ---------------- | ---------------- |
| Urata Rama  | zračna puška 10 metara | 402,3          | 48.            | Nije se plairala | Nije se plairala |

## Plivanje
Kosovski olimpijski odbor je od FINA-e dobio pozivnicu za jednog plivača i plivačicu na OI 2016.
| Plivač(ica) | Natjecanje    | Prednatjecanje | Prednatjecanje | Poluzavršnica     | Poluzavršnica     | Završnica         | Završnica         |
| Plivač(ica) | Natjecanje    | Vrijeme        | Plasman        | Vrijeme           | Plasman           | Vrijeme           | Plasman           |
| ----------- | ------------- | -------------- | -------------- | ----------------- | ----------------- | ----------------- | ----------------- |
| Lum Zhaveli | 50 m slobodno | 24.53          | 57.            | Nije se plasirao  | Nije se plasirao  | Nije se plasirao  | Nije se plasirao  |
| Rita Zeqiri | 100 m leđno   | 1:12.31 NR     | 34.            | Nije se plasirala | Nije se plasirala | Nije se plasirala | Nije se plasirala |

Napomena: NR je oznaka za nacionalni rekord.